# Todor Ikonomowo
Todor Ikonomowo (bułg. Тодор Икономово) – wieś w Bułgarii, w obwodzie Szumen, w gminie Kaolinowo. W 2024 roku liczyła 2602 mieszkańców.

## Osoby związane z miejscowością

### Urodzeni
- Neli Christowa (1958) – bułgarska geograf
- Todor Doczew (1963) – bułgarski oficer, generał-major